# Primavera di Praga

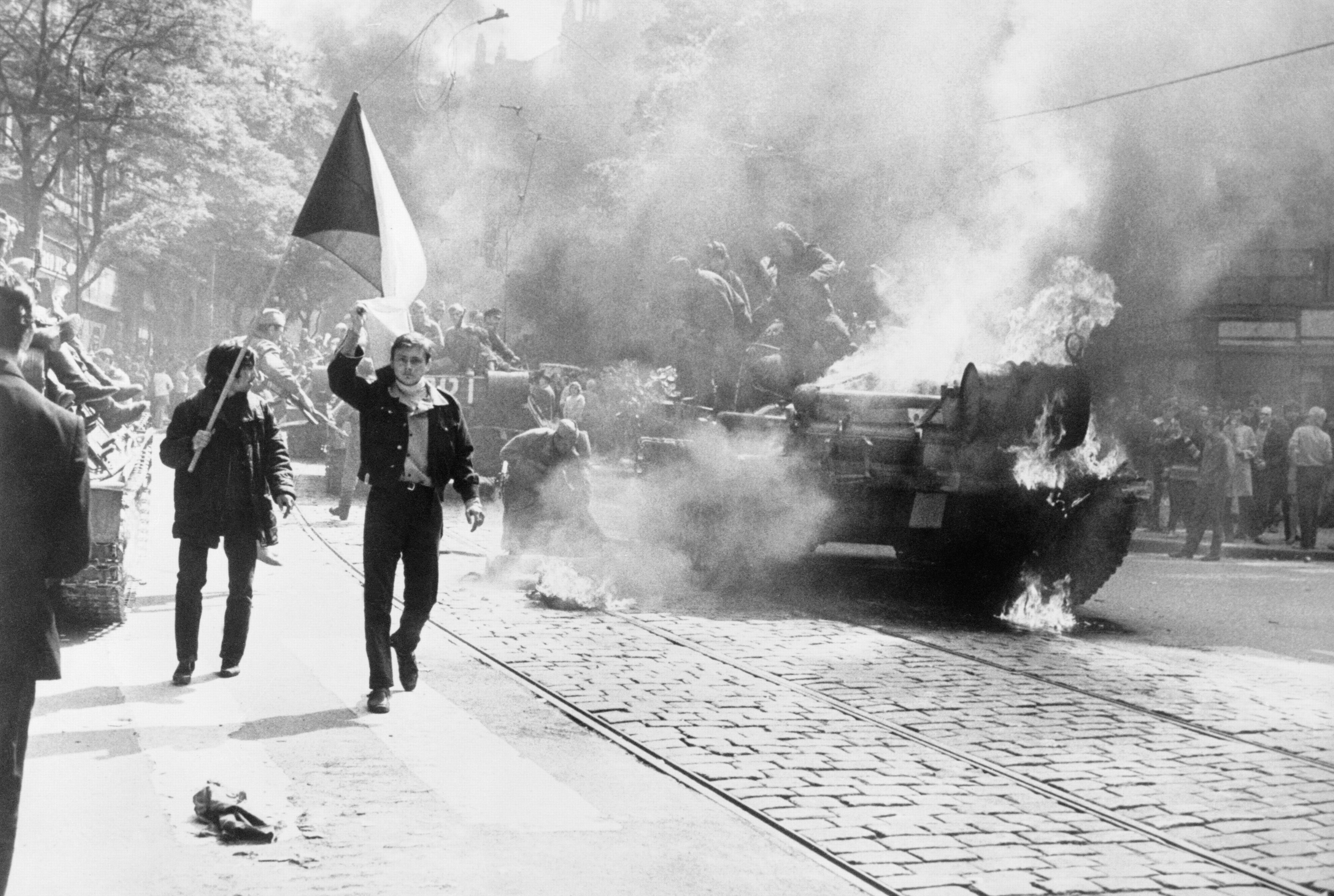
Un uomo porta la bandiera cecoslovacca a Praga durante l'invasione sovietica

La Primavera di Praga (in ceco Pražské jaro, in slovacco Pražská jar) è stato un periodo storico di liberalizzazione politica avvenuto in Cecoslovacchia all'epoca in cui questa era sottoposta al controllo dell'Unione Sovietica, dopo gli eventi successivi alla seconda guerra mondiale e nell'ambito della guerra fredda. Essa iniziò il 5 gennaio 1968, quando lo slovacco Alexander Dubček divenne segretario del Partito Comunista di Cecoslovacchia, terminando il 20 agosto dello stesso anno, quando un corpo di spedizione militare dell'Unione Sovietica e degli alleati del Patto di Varsavia invase il paese.
Le riforme della Primavera di Praga furono un tentativo da parte di Dubček di concedere nuovi diritti ai cittadini grazie ad un decentramento parziale dell'economia e alla democratizzazione. Le libertà concesse inclusero un allentamento delle restrizioni alla libertà di stampa e di movimento. Dopo una discussione nazionale sulla possibilità di dividere il paese in una federazione di tre repubbliche, Boemia, Moravia-Slesia e Slovacchia, Dubček sostenne la decisione per la divisione della Cecoslovacchia in due nazioni distinte: la Repubblica Ceca e la Repubblica Slovacca. Questo è stato uno dei pochi cambiamenti - che sarebbe comunque divenuto operativo solo dopo la fine del blocco sovietico - che è sopravvissuto alla fine della Primavera di Praga.
Le riforme, in particolare quelle per il decentramento delle autorità amministrative e le libertà di espressione, non furono assecondate dai sovietici che, dopo il fallimento dei negoziati, inviarono migliaia di soldati e carri armati del Patto di Varsavia ad occupare il paese. Si verificò un'ondata di emigrazione verso i paesi dell'Europa occidentale, mentre le proteste non violente furono all'ordine del giorno, tra cui le proteste-suicidio dello studente Jan Palach e di altre persone che lo emularono. La Cecoslovacchia rimase occupata fino al momento della caduta del muro di Berlino che segnò la fine del blocco sovietico.
Dopo l'invasione, la Cecoslovacchia entrò in un cosiddetto periodo di normalizzazione: i leader successivi ripristinarono le condizioni politiche ed economiche antecedenti a Dubček, grazie al controllo del Partito Comunista di Cecoslovacchia (KSČ). Gustáv Husák sostituì Dubček e divenne anche presidente, annullandone quasi tutte le riforme. La primavera di Praga ha ispirato la musica e la letteratura, come le opere di Václav Havel, Karel Husa, Karel Kryl e il romanzo di Milan Kundera: L'insostenibile leggerezza dell'essere. In Italia l'evento fu messo in musica dal cantautore Francesco Guccini (1970). La canzone, dal titolo Primavera di Praga, fu cantata e incisa anche dal complesso musicale Nomadi.
Inoltre il sacrificio di Jan Palach e dei rivoltosi Cecoslovacchi viene cantato nella canzone Jan Palach del gruppo italiano Compagnia dell'Anello.

## Antefatti

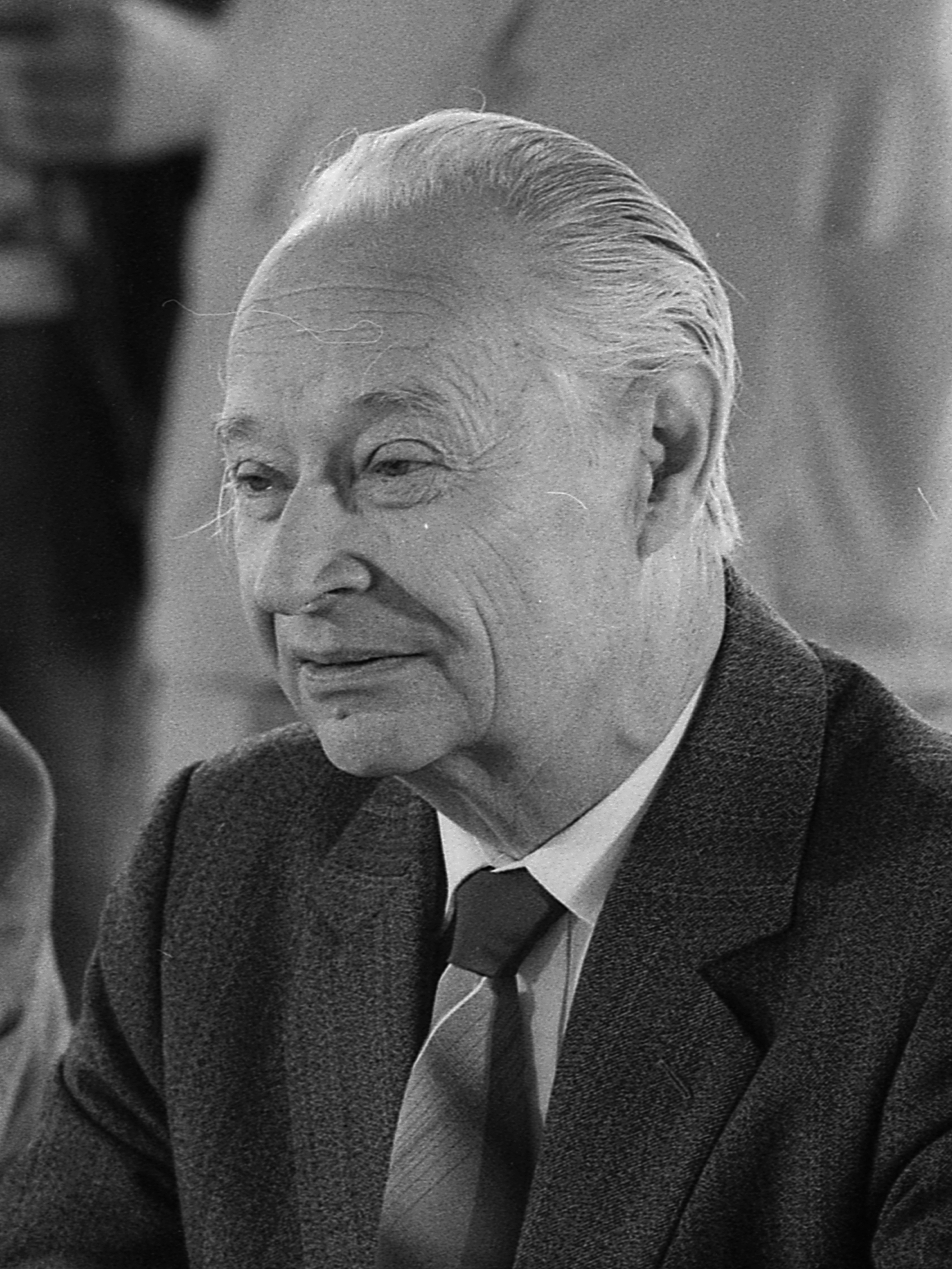
Alexander Dubček in una foto del 1989.

Il processo di destalinizzazione in Cecoslovacchia era iniziato sotto Antonín Novotný tra la fine degli anni cinquanta e i primi anni sessanta, ma andava progredendo più lentamente rispetto ad altri stati del blocco orientale. Seguendo l'esempio di Nikita Chruščëv, Novotný proclamò il completamento del socialismo e la nuova costituzione, adottando il nome di Repubblica Socialista Cecoslovacca. Il ritmo del cambiamento, tuttavia, era lento. La riabilitazione delle vittime di epoca stalinista, come quelli condannati nei processi Slansky, fu iniziata fin dal 1963 ma non portò a risultati concreti fino al 1967. Nello stesso tempo si facevano sentire le strette regole volute dal regime, l'Unione degli scrittori cecoslovacchi cautamente cominciò a esternare il malcontento nell'aria e nella gazzetta del sindacato, Literární noviny, alcuni membri proposero che la letteratura avrebbe dovuto essere indipendente dalla dottrina del Partito.
Nei primi anni sessanta, la Cecoslovacchia subì una recessione economica. Il modello sovietico di industrializzazione fu applicato in modo inefficace. La Cecoslovacchia era già molto industrializzata prima della seconda guerra mondiale e il modello sovietico teneva soprattutto conto delle economie meno sviluppate. Novotný tentò così una ristrutturazione dell'economia e fece una maggiore domanda di riforme politiche.
Nel giugno del 1967, un piccolo gruppo di scrittori cechi simpatizzarono con i socialisti radicali: esso era formato in particolare da Ludvík Vaculík, Milan Kundera, Jan Procházka, Antonin Jaroslav Liehm, Pavel Kohout e Ivan Klíma . Alcuni mesi più tardi, in una riunione di partito, fu deciso di intraprendere azioni amministrative contro gli scrittori che apertamente esprimevano sostegno alla riforma. Dal momento che solo una piccola parte del sindacato aveva queste idee riformiste, i membri restanti furono reclutati per disciplinare i loro colleghi . Il controllo della Literární noviny  e di diverse altre case editrici fu trasferita al ministero della cultura, anche membri della parte che più tardi divenne riformatrice, tra cui Dubček, avallarono queste mosse.
Nel frattempo, il presidente Antonín Novotný stava perdendo sostegno. Il Primo Segretario del Partito Comunista Slovacco, Alexander Dubček e l'economista Ota Šik lo sfidarono in una riunione del Comitato Centrale. Novotný invitò il premier sovietico Leonid Il'ič Brežnev a Praga per dicembre alla ricerca di sostegno, ma Breznev fu sorpreso dalla portata dell'opposizione a Novotný e quindi avallò la sua rimozione a capo della Cecoslovacchia. Dubček sostituì dunque Novotný come Primo Segretario, il 5 gennaio 1968. Il 22 marzo 1968 Novotný si dimise dalla presidenza e fu sostituito da Ludvík Svoboda che in seguito dette il consenso per le riforme. Inoltre l'8 aprile 1968 Oldřich Černík diventò Primo Ministro al posto di Jozef Lenárt.

## Origine del termine
Il termine Primavera di Praga (con riferimento alla città di Praga) fu coniato ed usato dai media occidentali quando l'evento acquistò rilevanza internazionale, e solo in un secondo tempo si diffuse anche in Cecoslovacchia.

### Situazione in Cecoslovacchia

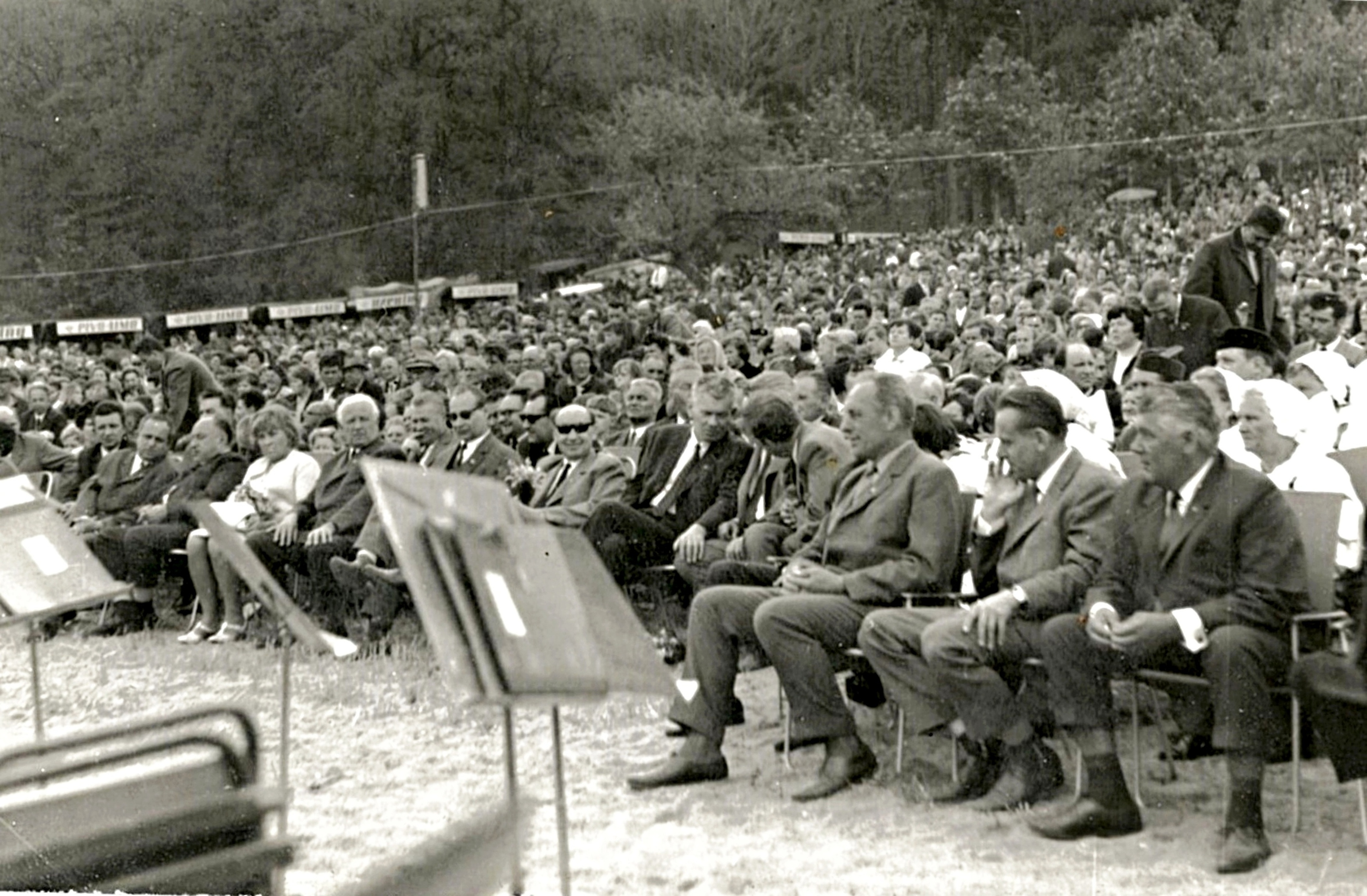
L'assemblea festosa tenutasi il 10 maggio 1968 sul monte Řip alla presenza dei massimi rappresentanti cecoslovacchi (in prima fila al centro presidente Ludvík Svoboda, Alexander Dubček, Oldřich Černík, Josef Smrkovský e altri)

Fin dalla metà degli anni sessanta in tutto il paese si erano percepiti segni di crescente malcontento verso il regime. Le istanze dei riformisti, il cui leader era Alexander Dubček, avevano trovato voce in alcuni elementi all'interno dello stesso Partito Comunista Cecoslovacco. Le riforme politiche di Dubček, che egli stesso chiamò felicemente "Socialismo dal volto umano", in realtà non si proponevano di rovesciare completamente il vecchio regime e allontanarsi dall'Unione Sovietica: il progetto era di mantenere il sistema economico collettivista affiancandovi una maggiore libertà politica, di stampa e di espressione. Tutte queste riforme furono sostenute dalla grande maggioranza del paese, compresi gli operai. Ciò nonostante queste riforme furono viste dalla dirigenza sovietica come una grave minaccia all'egemonia dell'URSS sui paesi del blocco orientale, e, in ultima analisi, come una minaccia alla sicurezza stessa dell'Unione Sovietica. Per comprendere i motivi di questo allarme bisogna tener presente la collocazione geografica della Cecoslovacchia, esattamente al centro dello schieramento del Patto di Varsavia: una sua eventuale defezione non poteva essere tollerata in periodo di guerra fredda.
A differenza di quanto era avvenuto in altri paesi dell'Europa centrale, la presa di potere dei comunisti in Cecoslovacchia nel 1948 era stata accompagnata da una genuina partecipazione popolare, e non era stata funestata, come altrove, da brutali repressioni. Le riforme sociali del dopoguerra erano avvenute pacificamente, mentre, ad esempio, in Ungheria si erano avute vere e proprie sommosse. Ciononostante, la dirigenza, guidata da Gottwald prima, da Zapotocky e Novotný poi, aveva mantenuto un regime totalitario fortemente repressivo che si era espresso in maniera brutale durante le purghe staliniane e che non si era aperto alle riforme dopo la morte del leader sovietico. La stessa minoranza slovacca rimaneva sotto rappresentata nelle istituzioni, che accusavano sempre una distanza ideologica rilevante rispetto alle altre repubbliche popolari che avevano compiuto la destalinizzazione, Ungheria e Polonia in primis.

## Politica estera dell'Unione Sovietica
La politica sovietica di appoggiare o imporre negli stati satellite governi di provata fedeltà, usando se necessario anche la forza, divenne nota come Dottrina Brežnev, dal nome del leader sovietico Leonid Brežnev, che fu il primo a teorizzarla pubblicamente, sebbene di fatto fosse già stata applicata fin dai tempi di Stalin. Questa dottrina fu la base della politica estera sovietica fino a quando, nei tardi anni ottanta, sotto Michail Gorbačëv, fu sostituita dalla cosiddetta Dottrina Sinatra.
La dirigenza sovietica dapprima usò tutti i mezzi diplomatici possibili per fermare o limitare le riforme portate avanti dal governo cecoslovacco, poi, vista l'inutilità di questi tentativi, optò per l'azione militare.

## L'invasione

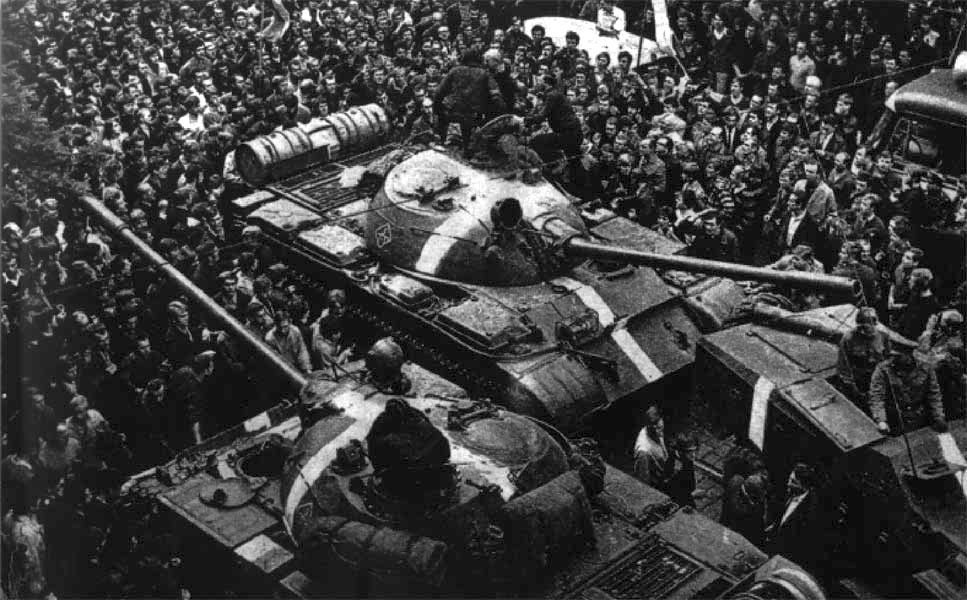
Folla di dimostranti che circondano alcuni carri armati sovietici durante i primi giorni dell'invasione.

La stagione delle riforme ebbe bruscamente termine nella notte fra il 20 e il 21 agosto 1968, quando una forza stimata fra i 200.000 e i 600.000 soldati e fra 5.000 e 7.000 veicoli corazzati invase il paese. Le unità principali che effettuarono l'invasione erano le formazioni corazzate e meccanizzate del Gruppo di forze sovietiche in Germania che penetrarono in Cecoslovacchia dalla Sassonia. Il grosso dell'esercito cecoslovacco, forte di 11 o 12 divisioni, obbedendo ad ordini segreti del Patto di Varsavia, era stato schierato alla frontiera con l'allora Germania Ovest, per agevolare l'invasione e impedire l'arrivo di aiuti dall'occidente. La Romania, pur essendo nel Patto di Varsavia, non partecipò all'invasione giudicata come aggressione ad un Paese socialista amico.
L'invasione coincise con la celebrazione del congresso del Partito Comunista Cecoslovacco, che avrebbe dovuto sancire definitivamente le riforme e sconfiggere l'ala stalinista. I comunisti cecoslovacchi, guidati da Alexander Dubček, furono costretti dal precipitare degli eventi a riunirsi clandestinamente in una fabbrica, ed effettivamente approvarono tutto il programma riformatore, ma quanto stava accadendo nel paese rese le loro deliberazioni completamente inutili. Successivamente questo congresso del partito comunista cecoslovacco venne sconfessato e formalmente cancellato dalla nuova dirigenza imposta da Mosca a governare il paese.

## Conseguenze dell'occupazione
I paesi democratici dovettero limitarsi a proteste verbali, poiché era chiaro che il pericolo di confronto nucleare al tempo della guerra fredda suggerì ai paesi occidentali di non ingaggiare una sfida militare nell'Europa centrale che avrebbe aperto a scenari di guerra atomica.
Dopo l'occupazione si verificò un'ondata di emigrazione, stimata in 70.000 persone nell'immediato e di 300.000 in totale, che interessò soprattutto cittadini di elevata qualifica professionale. Gli emigranti riuscirono in gran parte ad integrarsi senza problemi nei paesi occidentali in cui si rifugiarono.
La fine della Primavera di Praga aggravò la delusione di molti militanti di sinistra occidentali nei confronti delle teorie leniniste, e fu uno dei motivi della nascita delle idee eurocomuniste in seno ai partiti comunisti occidentali. L'esito finale di questa evoluzione fu la dissoluzione di molti dei partiti marxisti venti anni dopo, con la caduta del Muro di Berlino.
Dieci anni dopo, la Primavera di Praga passò simbolicamente il suo nome ad un analogo periodo di liberalizzazione della politica cinese, noto come Primavera di Pechino.
In Italia, il Partito Comunista Italiano di Longo-Berlinguer parlò di "grave dissenso" in seno al comportamento dei sovietici a Praga, mentre il manifesto, periodico vicino all'ala sinistra del partito, affermò che il socialismo sovietico era divenuto un sistema non più riformabile. 

La condanna dei fatti di Praga arrivò dal PCI solamente dieci anni dopo, quando ormai era iniziata la rivoluzione liberista di Reagan e della Thatcher, e il dibattito politico si interrogava sulla possibilità stessa di un socialismo democratico, anziché di un socialismo diverso da quello sovietico.

## Riferimenti nella musica, nella letteratura, nell'arte e nello sport
Nel panorama culturale italiano:
- Primavera di Praga è il titolo di una canzone incentrata su questo soggetto del cantautore italiano Francesco Guccini (cantata anche dai Nomadi); è contenuta nell'album Due anni dopo.
- Jan Palach è il titolo di una canzone dei Compagnia dell'Anello.
- La Primavera di Praga è citata anche nella canzone Quando sarò morto di Marracash contenuta nel disco King del rap ed è un featuring con Jake La Furia e Fabri Fibra.
- La Primavera di Praga è citata in Mezzanotte Per Te, dall'album Tropico del Nord dei Pooh.
- A questi avvenimenti è stata dedicata una canzone dal gruppo musicale di destra ZPM intitolata Primavera '68, in cui si esalta chi ha combattuto in nome della libertà.
- Nel 2008 il cantautore Flavio Giurato include nell'album Il manuale del cantautore la canzone Praga in cui descrive la notte tra il 20 e il 21 agosto 1968 dal punto di vista di alcuni giocatori italiani presenti in città per un torneo.
- La Primavera di Praga viene citata anche nella canzone Scusa Mary di Rino Gaetano del 1980.

A livello internazionale:
- Nel celebre libro di Milan Kundera, L'insostenibile leggerezza dell'essere, le vicende cecoslovacche hanno un ruolo determinante nelle vicissitudini dei protagonisti. Da questo romanzo, nel 1988, fu tratto il film omonimo diretto dal regista Philip Kaufman.
- I versi della nota poesia Le lacrime, di Zuzana Boryslawska, sono dedicati a questi eventi.
- Jaromír Jágr, leggenda dell'hockey su ghiaccio, ha sempre giocato col numero di maglia 68 in ricordo della Primavera di Praga, periodo nel quale perse due nonni.

### Libri
- Arrigo Bongiorno, L'utopia bruciata. Praga 1968, Milano, Sugar, 1968
- Alexander Dubček, Il nuovo corso in Cecoslovacchia, Roma, Editori riuniti, 1968
- Alexander Dubček, Il socialismo dal volto umano. Autobiografia di un rivoluzionario, a cura di Jiří Hochman, Roma, Editori riuniti, 1996
- Praga 1968, Le idee del «Nuovo corso». Literární Listy marzo-agosto 1968, a cura di Jan Čech [Antonín J. Liehm], Roma-Bari, Laterza, 1968
- La svolta di Praga, a cura di Gianlorenzo Pacini, Roma, Samonà e Savelli, 1968
- Pavel Tigrid, Praga 1948-Agosto 1968, Milano, Jaca Book, 1968
- Giuseppe Pin, Siamo tutti contro Praga, Jaca Book, Agosto 1968, 98 fotografie
- La via cecoslovacca al socialismo. Il programma d'azione e il progetto di statuto del Partito comunista di Cecoslovacchia, prefazione di Franco Bertone, Roma, Editori riuniti, 1968
- Cecoslovacchia: la sinistra nel nuovo corso, a cura di Sirio di Giuliomaria, Roma, Samonà e Savelli, 1969
- Karel Kosík, La nostra crisi attuale, prefazione di Giuseppe Vacca, Roma, Editori riuniti, 1969
- Praga. Materiale per uso interno, Roma, Lerici, 1969
- Congresso alla macchia, a cura di Jiří Pelikán, Firenze, Vallecchi, 1970
- La crisi del modello sovietico in Cecoslovacchia, a cura di Carlo Boffito e Lisa Foa, Torino, Einaudi, 1970
- Dušan Hamšik, Gli scrittori e il potere, Roma, Tindalo, 1970
- Praga e la sinistra, Milano, Longanesi, 1970
- Il rapporto proibito. Relazione della commissione del Comitato Centrale del Partito Comunista Cecoslovacco sui processi politici e sulle riabilitazioni in Cecoslovacchia negli anni 1949-1969, a cura di Jiří Pelikán, Milano, Sugarco, 1970
- Pavel Tigrid, Così finì Alexander Dubček, Milano, Edizioni del Borghese, 1970
- Antonio Cassuti, La primavera di Praga: teoria e prassi politica, Milano, Sapere, 1973
- Angelo Maria Ripellino, Praga magica, Torino, Einaudi, 1973
- Angelo Maria Ripellino, L'ora di Praga. Scritti sul dissenso e sulla repressione in Cecoslovacchia e nell'Europa dell'Est (1963-1974), a cura di Antonio Pane, Firenze, Le lettere, 2008
- Angelo Maria Ripellino, I fatti di Praga, a cura di Antonio Pane e Alessandro Fo, Milano, Scheiwiller, 1988
- Zdeněk Mlýnář, Praga questione aperta. Il '68 cecoslovacco fra giudizio storico e prospettive future, prefazione di Lucio Lombardo Radice, Bari, De Donato, 1976
- Jiří Hájek, Praga 1968, Roma, Editori riuniti, 1978
- Jiří Pelikán, Il fuoco di Praga. Per un socialismo diverso, Milano, Feltrinelli, 1978
- Il '68 cecoslovacco e il socialismo, Roma, Editori riuniti-Istituto Gramsci, 1979
- Eduard Goldstücker, Da Praga a Danzica. Intervista di Franco Bertone, Roma, Editori riuniti, 1981
- Milan Kundera, "L'insostenibile leggerezza dell'essere", 1984
- Antonio Moscato, La ferita di Praga: dalla primavera di Dubcek al rinnovamento di Gorbaciov, Roma, Edizioni associate, 1988
- La primavera di Praga vent'anni dopo, a cura di Stefano Bianchini, «Transizione», 1988, 11-12
- Primavera indimenticata. Alekander Dubcek ieri e oggi, Roma, l'Unità, 1988
- Che cosa fu la Primavera di Praga? Idee e progetti di una riforma politica e sociale, a cura di Francesco Leoncini, Manduria-Bari-Roma, Lacaita, 1989; ristampato dalla Libreria Editrice Cafoscarina, Venezia, 2007
- L'opposizione all'Est 1956-1981. Raccolta di testi con introduzione e bibliografia, a cura di Francesco Leoncini, Manduria-Bari-Roma, Lacaita, 1989, ristampato dalla Libreria Editrice Cafoscarina, Venezia, 2007
- Ota Šik, Risveglio di primavera. Ricordi (1941-1988), Milano, Sugarco edizioni, 1989
- Václav Havel, Interrogatorio a distanza. Conversazione con Karel Hvížďala, traduzione di Giancarlo Fazi, prefazione di Paolo Flores D'Arcais, Milano, Garzanti, 1990
- La primavera di Praga, a cura di Francesco M. Cataluccio e Francesca Gori, Milano, Fondazione Giangiacomo Feltrinelli, 1990
- Jiří Pelikán, Io, esule indigesto. Il Pci e la lezione del '68 di Praga, a cura di Antonio Carioti, Milano, Reset, 1998
- Primavera di Praga e dintorni: alle origini dell'89, a cura di Francesco Leoncini e Carla Tonini, San Domenico di Fiesole, Edizioni Cultura della Pace, 2000
- Marco Clementi, Cecoslovacchia, Milano 2007
- Enzo Bettiza, La primavera di Praga, 1968. La rivoluzione dimenticata, Milano, Mondadori, 2008
- Demetrio Volcic, 1968. L'autunno di Praga, Palermo 2008
- Era sbocciata la libertà? A quarant'anni dalla Primavera di Praga (1968-2008), a cura di F. Guida, Roma 2008
- Maud Bracke, Quale socialismo, quale distensione? Il comunismo europeo e la crisi cecoslovacca del '68, Roma 2008
- Eredità ed attualità della Primavera cecoslovacca, Roma 2009
- Alexander Dubcek e Jan Palach. Protagonisti della storia europea, a cura di F. Leoncini, Soveria Mannelli (CZ), Rubbettino 2009
- Primavera di Praga. Quarant'anni dopo, a cura di S. Fedele e P. Fornaro, Soveria Mannelli (CZ) 2009
- Valentine Lomellini, L'appuntamento mancato. La sinistra italiana e il Dissenso nei regimi comunisti 1968-1989, Firenze 2010
- Primavera di Praga, risveglio europeo, a cura di F. Caccamo, P. Helan e M. Tria, Firenze 2011
- L'Europa del disincanto. Dal '68 praghese alla crisi del neoliberismo, a cura di F. Leoncini, Soveria Mannelli (CZ), Rubbettino 2011
- Marco Rizzo e Alberto Lombardo, URSS. A 100 anni dalla Rivoluzione sovietica, i perché della caduta, Male Edizioni, Roma, 2017, pp. 133–178.
- Marcello Mariano, i diritti inviolabili, Etromirror Editore, Roma, 2021

### Saggi ed articoli
- Alexander Höbel, Il Pci, il '68 cecoslovacco e il rapporto col Pcus, «Studi storici», XLII (2001), 4, pp. 1145–1172
- Jiří Havel, Quarant'anni fa la Primavera di Praga, in Mondoperaio, 2008, n. 3
- Primavera di Praga [Jakub Patočka, "C'era una volta Praga"; Milan Kundera, "Il destino ceco"; Václav Havel, "Le illusioni di Kundera"; Milan Kundera, "Le illusioni di Havel"], in Lettera internazionale, 2008, n. 96
- Maledetta Primavera: il 1968 a Praga, in eSamizdat, 2009 (VII), 2-3, pp. 1–552
- Francesco Leoncini, Alexander Dubček, un uomo di speranza nel XX secolo, in Una vita per la Cecoslovacchia. Il fondo Luciano Antonetti, Clueb, Bologna 2011, pp. 30–36.